# Grafite (futebolista)
Edinaldo Batista Libânio, mais conhecido como Grafite (Campo Limpo Pauliista, 2 de abril de 1979), é um comentarista esportivo e ex-futebolista brasileiro que atuava como centroavante. Atualmente é comentarista dos canais por assinatura SporTV e Premiere.

## Carreira

### Início
Iniciou sua carreira na Matonense e em seguida foi para a Ferroviária, de Araraquara.

### Santa Cruz
Em 2001, jogou pelo Santa Cruz, onde teve maior repercussão, pela sua frieza perante o gol, suas grandes jogadas e dribles que resultavam em gol. Ao final do Campeonato Brasileiro daquele ano, foi para o Grêmio, que já tinha efetuado sua compra pouco depois de sua chegada a Recife.

### Grêmio
Chegou a atuar como titular em alguns jogos no Grêmio no começo de 2002, mas não se firmou.

### Retorno ao Santa Cruz
Sem espaço na equipe gaúcha, voltou ao clube recifense para disputar a Série B de 2002. Marcou 11 gols em 15 jogos, voltando a chamar atenção na mídia esportiva brasileira.

### Seoul
Em 2003, foi contratado pelo Seoul, da Coreia do Sul.

### Goiás
Voltou para o Brasil no segundo semestre de 2003, para jogar no Goiás, onde se destacou, marcando muitos gols pelo clube no Campeonato Brasileiro daquele ano.

### São Paulo
Grafite foi contratado pelo São Paulo para a temporada de 2004 e logo virou titular, jogando no ataque ao lado de Luís Fabiano. Após a saída deste para a Europa, Grafite tornou-se o artilheiro do São Paulo na temporada, com 26 gols.
Após boas partidas de Grafite pelo São Paulo, o técnico da Seleção Brasileira, Carlos Alberto Parreira, convocou o atacante para um amistoso contra a Guatemala, que marcou a despedida de Romário da Seleção. Marcou um gol nesse jogo.
Seu nome repercutiu na imprensa mundial no dia 13 de abril de 2005. Durante um jogo da Copa Libertadores, contra o Quilmes, da Argentina, em uma dividida, Grafite discutiu com o zagueiro adversário Leandro Desábato, que o teria ofendido com expressões de cunho racista. Grafite foi expulso no lance, junto com outro argentino. Desábato acabaria preso ao fim da partida.
Em junho do mesmo ano, quando Grafite estava próximo de ser convocado novamente para defender o Brasil, desta vez na Copa das Confederações, contundiu-se e, como consequência, foi operado. Voltou a jogar somente no final do ano, perdendo, assim, o restante da disputa da Copa Libertadores e do Campeonato Brasileiro, mas ainda em tempo de ajudar o São Paulo a se consagrar campeão do Mundial de Clubes, jogando os segundos tempos da semifinal e da final.

### Le Mans
Em 2006, totalmente curado da lesão, Grafite fez ainda mais algumas partidas pelo São Paulo, mas acabou sendo contratado pelo Le Mans, da França.

### Wolfsburg

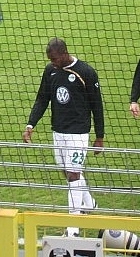
Grafite em sua passagem pelo Wolfsburg.

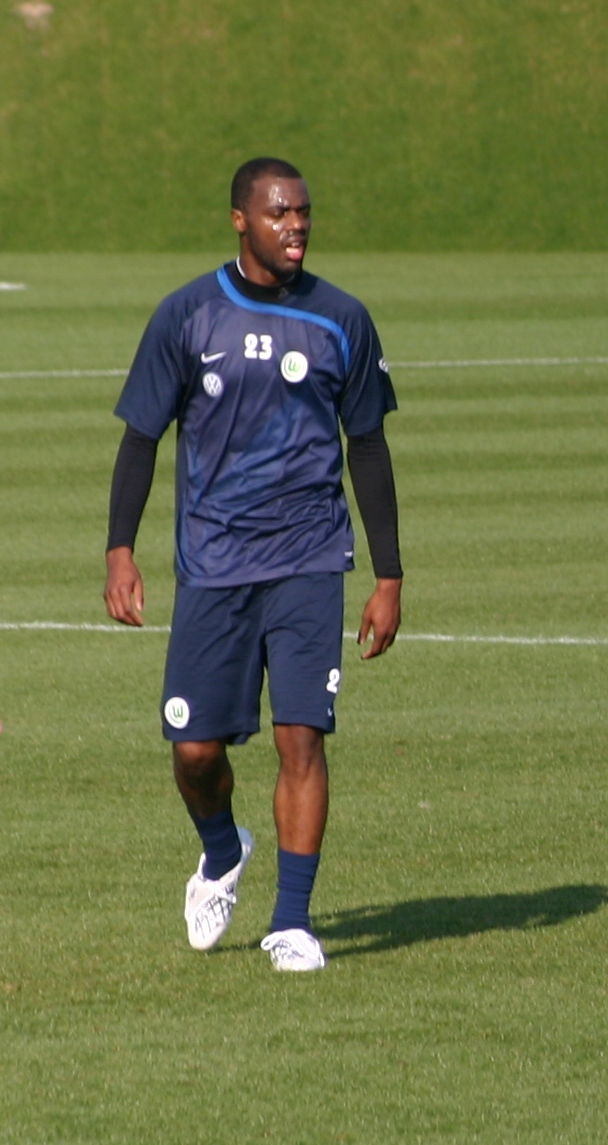
Grafite treinando pelo Wolfsburg.

Após uma temporada defendendo o Le Mans, Grafite foi contratado pelo Wolfsburg, da Alemanha. Logo em sua primeira temporada pelo clube alemão, Grafite foi um dos destaques, ajudando a equipe a conquistar uma inédita vaga na Liga dos Campeões de 2009–10.
Em 2009, Grafite conquistou com o Wolfsburg o inédito título do Campeonato Alemão, tendo ainda terminado como artilheiro da competição, com 28 gols (igualando o recorde de Aílton, de estrangeiro com mais gols em uma única edição), e, juntamente com Džeko (vice-artilheiro do campeonato, com dois gols a menos), bateu o recorde de 53 gols marcados por Gerd Müller e Uli Hoeneß (atuando pelo Bayern München, na temporada 1972–73), marcando 54.
Na temporada seguinte, apesar do início apagado na Bundesliga, Grafite foi o responsável pela primeira vitória dos Wölfe na Liga dos Campeões (foi a primeira participação no clube no torneio). O triunfo aconteceu sobre o CSKA Moscou, da Rússia, tendo marcado um hat-trick na vitória por 3–1.

### Al-Sadd
Em 2015, acertou com o Al-Sadd por seis meses e, após o fim do contrato, outros clubes mostraram interesse em seu passe.

### Terceira passagem no Santa Cruz
No meio do ano de 2015 o Santa Cruz fez uma proposta ao atacante e, depois de algumas negociações, ele assinou com o clube em 30 de junho. Ele pediu para vestir o número 23, que usa como marca própria. Marcou seu primeiro gol na reestreia com a camisa tricolor, com mais de 44 mil presentes no Arruda, na vitória por 1–0 sobre o Botafogo. Ajudou na campanha que culminou na volta do clube à elite do futebol brasileiro, sendo um dos principais jogadores da equipe na competição. Em 1 de maio de 2016, realizou seu sonho de conquistar um título pelo Santa (segundo ele próprio seu time do coração), vencendo a Copa do Nordeste e sendo eleito o melhor jogador da competição. Uma semana depois, conquistou o Estadual e também foi escolhido como o craque do certame.
Em junho de 2016, Grafite renovou seu vínculo com o Tricolor do Arruda, recebendo cerca de duzentos mil reais mensais, o que transformou o atacante no maior salário da história do clube pernambucano.
No dia 9 de dezembro, Grafite rescindiu o contrato, usando cláusula que permitia a liberação do atleta diante de proposta de times brasileiros ou do exterior.

### Atlético Paranaense
Em 13 de dezembro de 2016, após rescindir seu contrato com o Santa Cruz, foi contratado pelo Atlético Paranaense para a disputa do Campeonato Brasileiro e da Libertadores de 2017. No dia 7 de julho, após 24 partidas pelo clube e apenas um gol (de pênalti, anotado contra o Millionários, pela segunda fase da Libertadores), pediu sua rescisão.

### Quarta passagem no Santa Cruz
No dia 11 de agosto de 2017, foi anunciada sua volta ao Santa Cruz. Já em final de carreira, o jogador e ídolo do clube, foi anunciado em uma live no Facebook oficial do clube, conversando com a torcida. Marcou gol em seu retorno no Estádio do Arruda, mas não pode evitar a derrota coral para o CRB por 2–1. Contra o Boa Esporte, marcou um gol, mas não pôde evitar a derrota por 4–2 e o consequente rebaixamento à Série C do Brasileirão.
Em 3 de janeiro de 2018, renovou contrato com o Santa Cruz para aquela temporada, que seria sua última temporada como jogador profissional.

### Aposentadoria
Em 22 de janeiro de 2018, vinte dias após ter renovado seu contrato com o Santa Cruz, anunciou sua aposentadoria dos gramados.

## Seleção Brasileira
Na partida que marcou a despedida de Romário na Seleção Brasileira, os gols foram marcados por Anderson, Romário e Grafite, que entrou no lugar do baixinho no final do jogo contra a Guatemala.
Cinco anos depois fez parte do elenco comandado por Dunga para disputar a Copa do Mundo de 2010, na África do Sul. Surpresa na lista de Dunga, o próprio atleta em entrevista para o canal Desimpedidos, declarou: "Teria levado o Adriano". Grafite relatou que teve dificuldade em treinar com os jogadores da seleção: "O ambiente na seleção não é fácil. É complicado, né? Nós estávamos na África do Sul e, quando você não está ambientado, é difícil você se ambientar mesmo sendo um jogador experiente. Eu já tinha 31 anos e só tinha fera lá. Kaká, Luís Fabiano, Robinho. Só que eu não consegui me soltar nos treinamentos e desempenhar muito bem".
Dunga respondeu: “Eu levei um outro jogador no lugar dele, que também estava tendo um destaque fantástico na Alemanha, e aí para você ver que, às vezes, o treinador consegue chegar até um ponto, a outro ponto ele não chega, no pensamento das pessoas. Entre o cara estar preparado e ele se sentir preparado, tem muita diferença, muita. E eu levei esse jogador para a Copa do Mundo, e agora, há um mês, vi uma entrevista dele falando: ‘ah, mas o Dunga tinha que ter levado o Adriano e não eu’. Pô, se o treinador te leva para uma Copa do Mundo, você é artilheiro da Alemanha, se você não tem confiança em si, quem vai ter confiança?”.
Depois da Copa, não foi mais convocado pela Seleção.

## Apelido
O apelido Grafite foi dado pelo técnico Estevam Soares por ver semelhanças físicas de Edinaldo com um ex-jogador do Independente Futebol Clube com quem Estevam atuou. Grafite narrou a história:
| “ | Aí ele: 'Grafite'. Eu perguntei por que Grafite. 'Porque eu joguei com um cara parecido com você. Tinha altura e era bem magro'. Começou Grafite, os caras tirando onda, brincando. Quando você não gosta, o apelido pega, não adianta. Apelido marcante. Quando a pessoa ouve, não esquece do Grafite. | ” |

### Ancestralidade
Em 2022, Grafite submeteu-se a exame de ancestralidade onde descobriu possuir 78% de ancestralidade africana, 11% de ancestralidade europeia, 5% de ancestralidade americana, 6% Oriente Médio.

## Controvérsias

### Polêmica com Desábato
Grafite ficou conhecido mundialmente neste incidente, embora não fosse essa a sua vontade, conforme já declarou:
| “ | Vou ser sincero: se dependesse de mim, nada daquilo teria acontecido. Se eu saio do Morumbi 30 minutos antes, nada daquilo teria acontecido. No jogo de ida foi muito pior. Cara cuspia, xingava, metia dedo aqui e ali, torcedor dando tapa na cabeça... Xingaram de tudo quanto é nome lá. E o mais curioso é que no jogo na Argentina eu troquei de camisa com o próprio Desábato. Até hoje minha sogra tem a camisa dele. Na semana antes do jogo do Morumbi saíram muitas matérias dizendo que tinha que ser um jogo sem racismo, coisa e tal. | ” |

Após dura jogada dividida com um jogador do Quilmes, a bola saiu de campo. Desábato, que não participava da jogada, chegou gritando, tachando Grafite de "seu negro de *****!". O atacante são-paulino declararia que não deu, naquele momento, maior atenção ao ofensor, embora tivesse-o empurrado na cara. Por conta do empurrão, foi expulso. O caso teria ganhado grandes proporções de forma alheia à vontade do jogador. Nas palavras do próprio:
| “ | Quando eu cheguei no vestiário (após ser expulso), o Juvenal (Juvêncio) me ligou e perguntou o que tinha acontecido. Ele me perguntou o que o Desábato tinha me dito e eu contei. "Então toma seu banho e esfria a cabeça." Quando acabou o primeiro tempo, o pessoal desceu, o Leão me perguntou se estava tudo bem e eu disse que sim. O que eu não sabia era do "auê" que o Galvão Bueno estava fazendo. Eu estava indo embora e me disseram que tinha de esperar até os 30 minutos do segundo tempo pelo sorteio do antidoping. (...) Esperei até os 35 minutos para ver o que acontecia e quando estava saindo do vestiário veio o Nico (Oswaldo Gonçalves, delegado da Polícia Federal) com mais dois homens. Ele me disse que ia prender o argentino e eu não entendi nada. (...) Não tinha a menor ideia de que ele seria preso. | ” |

O atacante foi então transformado, ainda que involuntariamente, em símbolo da luta contra o racismo. Desábato ficou detido por dois dias antes de retornar à Argentina, sem antes assumir o compromisso de voltar ao Brasil para responder ao processo por injúria com agravante de racismo. Todavia, Grafite preferiu não prestar queixa-crime contra o argentino no prazo. Justificou-se, afirmando que, embora inicialmente sentisse apoio de todos, foi começando a sentir-se solitário depois de um tempo quanto à situação. "Era mais lembrado por esse caso que pelo meu futebol. (...) Foi um episódio negativo na minha carreira e que não foi nada bom para a minha vida pessoal".

## Títulos
São Paulo
- Campeonato Paulista: 2005
- Copa Libertadores da América: 2005
- Copa do Mundo de Clubes da FIFA: 2005 [24]

Wolfsburg
- Campeonato Alemão: 2008–09

Al Ahli
- Copa do Presidente: 2012–13
- Campeonato Emiradense: 2013–14
- Liga do Golfo Árabe: 2013
- Supercopa do Emirados Árabes Unidos: 2011–12, 2013–14

Santa Cruz
- Taça Chico Science: 2016
- Copa do Nordeste: 2016
- Campeonato Pernambucano: 2016

### Prêmios individuais
- Bola de Prata: 2003
- Seleção do Ano na Bundesliga: 2009
- Jogador do Ano na Bundesliga: 2009
- Futebolista Alemão do Ano: 2009
- Time do ano pela ESM: 2008–09
- Craque da Copa do Nordeste: 2016
- Seleção da Copa do Nordeste: 2016
- Melhor atacante do Campeonato Pernambucano: 2016[25]
- Craque do Campeonato Pernambucano: 2016[26]

### Artilharia
- Bundesliga: 2008–09 (28 gols)
- Etisalat Emirates Cup: 2011–12 (14 gols)